# 5-Hydroxyindolylessigsäure
5-Hydroxyindolylessigsäure (5-HIES, englisch: 5-hydroxyindoleacetic acid = 5-HIAA) ist ein Stoffwechselprodukt (Metabolit) von Serotonin und kann zur Bestimmung des Serotoninspiegels verwendet werden.

## Verwendung
In der Labormedizin dient 5-HIES zum Nachweis eines Karzinoids von enterochromaffinen Zellen. Dazu wird es aus dem Harn durch Diethylether extrahiert und danach das Lösungsmittel abgedampft. Mit 1-Nitroso-2-naphthol bildet sich ein roter Farbstoff dessen Farbstärke mit der Konzentration von 5-HIES steigt.

## Analytik
Die zuverlässige qualitative und quantitative Bestimmung in Urinproben gelingt, nach angemessener Probenvorbereitung durch Extraktion und lipophile Gelchromatographie an Sephadex LH 20 durch Gaschromatographie des Trimethylsilylderivats. Auch die Gaschromatographie mit Massenspektrometrie-Kopplung und die Kopplung der HPLC mit der Massenspektrometrie führt zu zuverlässigen Messergebnissen. Die Bestimmung der Substanz hat sich auch bei der Ermittelung des Alkoholkonsums zur Überprüfung der Fahrsicherheit bewährt.
Ein empfindlicher Nachweis von 5-HIES neben anderen Neurotransmittern wie Dopamin, Serotonin und Noradrenalin, beispielsweise in Mikrodialysaten, ist durch Flüssigkeitschromatographie (HPLC) gekoppelt mit amperometrischer Detektion möglich.

## Biologische Bedeutung
Über einen noch ungeklärten Zusammenhang sind niedrige Spiegel von 5-HIES in der Gehirn-Rückenmarks-Flüssigkeit (Liquor cerebrospinalis) bei Menschen mit der Häufigkeit des Auftretens eines „harten“ Suizidversuchs bei depressiven Patienten und bei Kindern mit gewalttätigem Verhalten verknüpft. Auch bei Affen trat ein Zusammenhang zwischen niedrigem 5-HIES-Spiegel im Liquor und erhöhter Aggressivität auf.